# Liste von Amerikaschweizern

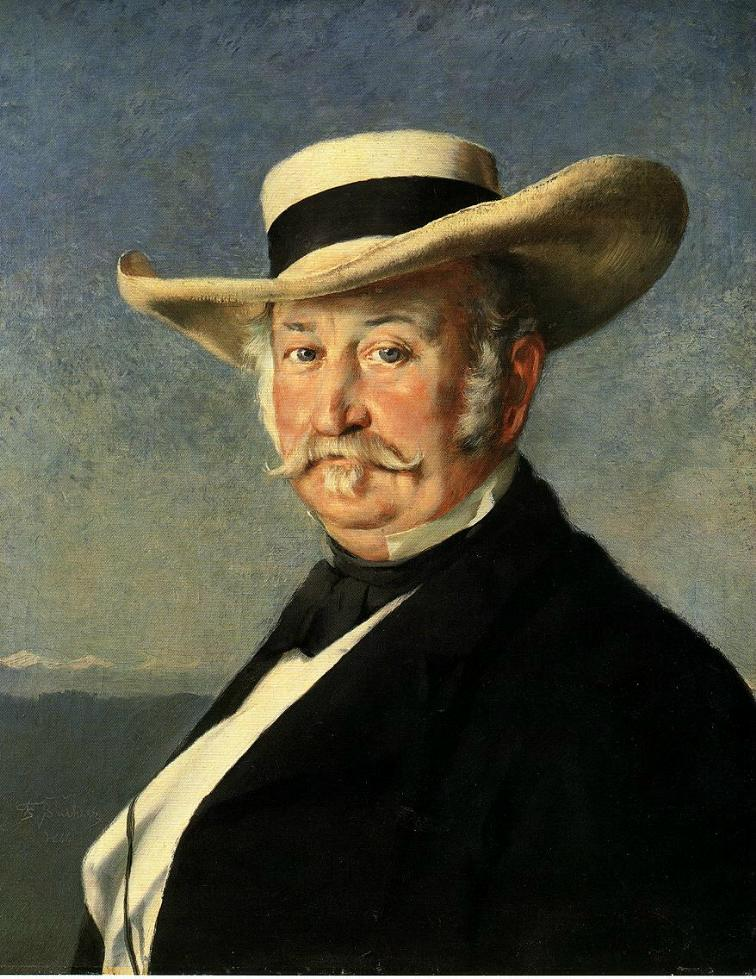
Johann August Sutter, Gründer von Sacramento

Die Liste von Amerikaschweizern enthält berühmte Schweizer Einwanderer in die Vereinigten Staaten und Kanada sowie deren Nachkommen.

## A
- Alexander Agassiz (1835–1910), Geologe und Anatom
- Louis Agassiz (1807–1873), Naturforscher
- Othmar Ammann (1879–1965), Ingenieur und Brückenbauer
- René Auberjonois (1940–2019), Schauspieler
- Melissa Auf der Maur (* 1972), Rockmusikerin

## B
- Steve Ballmer (* 1956), Manager
- Adolph Francis Alphonse Bandelier (1840–1914), Archäologe
- Theda Bara (1885–1955), Schauspielerin
- Jason Bateman (* 1969), Schauspieler
- Ken Baumgartner (* 1966), Eishockeyspieler
- Yves Béhar (* 1967), Industriedesigner
- Felix Bloch (1905–1983), Physiker
- Ludwig Bonvin (1850–1939), Kirchenmusiker, Komponist, Musikwissenschaftler und Musikpädagoge
- Armand Borel (1923–2003), Mathematiker
- Henri Bouquet (1719–1765), Söldner
- Markus Breitschmid (* 1966), Architekturtheoretiker und Autor
- Yul Brynner (1920–1985), Schauspieler
- James L. Buckley (1923–2023), Jurist und Politiker
- William F. Buckley, Jr. (1925–2008), Autor, Journalist und Kommentator
- Warren E. Burger (1907–1995), Oberster Richter der Vereinigten Staaten
- Martin Buser (* 1958), Schlittenhundesportler

## C
- Florian Cajori (1859–1930), Mathematikhistoriker
- Hans R. Camenzind (1934–2012), Mikrochip-Entwickler und Unternehmer
- James Caviezel (* 1968), Schauspieler
- Louis Chevrolet (1878–1941), Autorennfahrer und Gründer der Chevrolet Motor Car Company

## E
- Edward W. Eberle (1864–1929), Admiral
- Albert Einstein (1879–1955), Physiker
- Dwight D. Eisenhower (1890–1969), Präsident der Vereinigten Staaten von Amerika
- Diebold von Erlach (1541–1565), erster Schweizer in Amerika

## F
- Bobby Fischer (1943–2008), Schachweltmeister
- Edmond Henri Fischer (1920–2021), Biochemiker
- Caroline Flammer (1976), Ökonomin
- Marc Forster (* 1969), Filmregisseur und Drehbuchautor
- Robert Frank (1924–2019), Fotograf, Regisseur und Kameramann
- Emil Frey (1838–1922), Politiker
- Henry Clay Frick (1849–1919), Industrieller
- L. Scott Frantz (* 1960), Politiker

## G
- Albert Gallatin (1761–1849), Politiker, Ethnologe, Linguist und Diplomat
- Rudolph Ganz (1877–1972), Komponist, Pianist und Dirigent
- Henri Gaullieur (1843–1898), Schweizer Geschäftsmann, Schriftsteller und Jurist
- Walter Gautschi (* 1927), Mathematiker
- Arnold Geissbühler (1897–1993), Bildhauer
- Marcel J. E. Golay (1902–1989), Elektroingenieur
- James William Good (1866–1929), Politiker
- Christoph von Graffenried (1661–1743), Koloniegründer
- Meyer Guggenheim (1828–1905), Industrieller, Stammvater der amerikanischen Guggenheim-Dynastie
- Simon Guggenheim (1867–1941), Geschäftsmann und Politiker
- Gary Gygax (1938–2008), Spieleautor

## H
- John Haberle (1856–1933), Maler
- Ferdinand Rudolph Hassler (1770–1843), Geodät, Leiter der amerikanischen Küstenvermessung
- William Heffelfinger (1867–1954), Footballspieler
- Milton S. Hershey (1857–1945), Unternehmer
- Tommy Hilfiger (1951), Modedesigner
- Herbert C. Hoover (1874–1964), Präsident der Vereinigten Staaten von Amerika
- J. Edgar Hoover (1895–1972), Begründer und Direktor des FBI
- Jeff Hostetler (* 1961), Footballspieler
- Hans Hüter (1906–1970), Raketentechniker

## I
- Fred Iklé (1924–2011), Unterstaatssekretär
- Daniel Imhof (* 1977), Fussballspieler

## J
- René Joyeuse (1920–2012), Widerstandskämpfer und Arzt

## K
- Helen Keller (1880–1968), Schriftstellerin
- Jewel Kilcher (* 1974), Sängerin und Schauspielerin
- Q’orianka Kilcher (* 1990), Schauspielerin
- Yule Kilcher (1913–1998), Landwirt und Politiker
- Amy Klobuchar (* 1960), Politikerin
- John Kruesi (1843–1899), Maschinenbauer und langjähriger Partner von Thomas Edison
- Elisabeth Kübler-Ross (1926–2004), Psychiaterin

## L
- Cyndi Lauper (* 1953), Sängerin, Songschreiberin und Schauspielerin
- James H. Leuba (1868–1946), Psychologe
- Karina Lombard (* 1969), Schauspielerin
- George Lucas (1944), Produzent, Drehbuchautor und Regisseur
- Robert A. Lutz (* 1932), Manager

## M
- Bridget Marquardt (* 1973), Model und Schauspielerin
- Victor Mature (1913–1999), Schauspieler
- Christoph Meili (* 1968), Whistleblower
- Adolf Meyer (1866–1950), Psychiater
- Robert B. Meyner (1908–1990), Politiker

## P
- Elvis Perkins (* 1976), Singer-Songwriter
- Frank Charles Peyraud (1858–1948), Maler
- Michelle Pfeiffer (* 1958), Schauspielerin
- Emanuel L. Philipp (1861–1925), Politiker
- Jean-Felix Piccard (1884–1963), Chemiker
- Léa Pool (* 1950), Filmregisseurin und Drehbuchautorin

## R
- Adolph Rickenbacher (1887–1976), Unternehmer und Erfinder der elektrischen Gitarre
- Edward Vernon Rickenbacker (1890–1973), Jagdflieger im Ersten Weltkrieg
- Ben Roethlisberger (* 1982), Footballspieler
- Fritz Roethlisberger (1898–1974), Wirtschaftswissenschaftler

## S
- Albert Schaffter (1823–1897), Theologe, Geograph und Hochschullehrer
- Alexander Schawinsky (1904–1979), Maler, Fotograf und Bühnenbildner
- August Schellenberg (1936–2013), Schauspieler
- Liev Schreiber (* 1967), Schauspieler
- Meryl Streep (* 1949), Schauspielerin
- Chesley Sullenberger (* 1951), Pilot
- Johann August Sutter (1803–1880), kalifornischer Ländereienbesitzer und Gründer von Neu-Helvetien

## T
- Max Theiler (1899–1972), Biologe
- Robert Julius Trumpler (1886–1956), Astronom

## W
- Étienne Wenger (* 1952), Sozialforscher
- William Wirt (1772–1834), Jurist und Politiker
- Henry Wirz (1823–1865), Captain der konföderierten Armee
- William Wyler (1902–1981), Filmregisseur und Produzent

## Z
- Renée Zellweger (* 1969), Schauspielerin
- John Joachim Zubly (1724–1781), Pastor, Landwirt und Politiker während der amerikanischen Revolution
- Thomas Zurbuchen (* 1968), Astrophysiker und Wissenschaftsdirektor der NASA
- Fritz Zwicky (1898–1974), Physiker und Astronom